# Lützow, Tyskland
Lützow är en kommun i Landkreis Nordwestmecklenburg i det tyska förbundslandet Mecklenburg-Vorpommern. Lützow ligger omkring 15 kilometer väster om Schwerin.
Kommunen ingår i kommunalförbundet Amt Lützow-Lübstorf tillsammans med kommunerna Alt Meteln, Brüsewitz, Cramonshagen, Dalberg-Wendelstorf, Gottesgabe, Grambow, Klein Trebbow, Lübstorf, Perlin, Pingelshagen, Pokrent, Schildetal, Seehof och Zickhusen.